# Geologisches Museum München

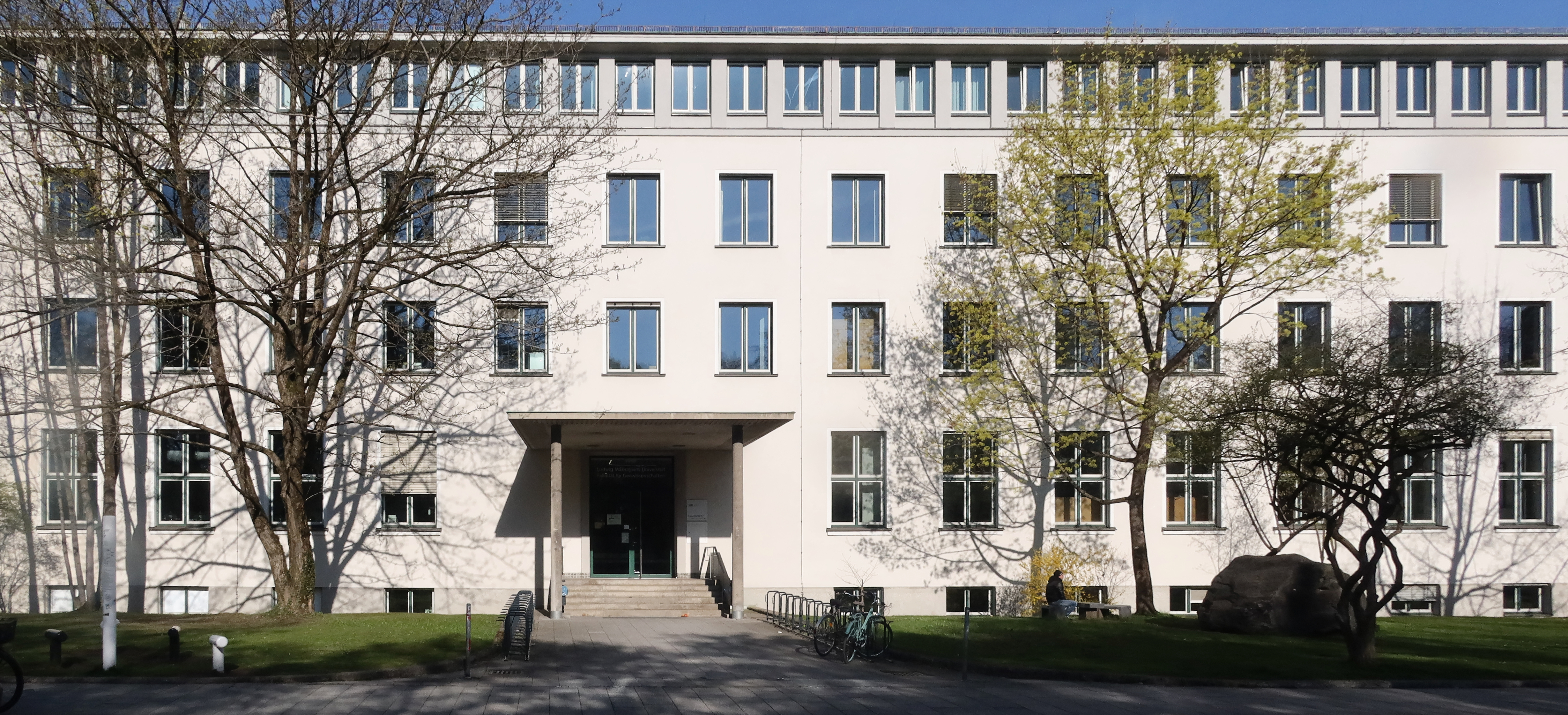
Gebäude des Instituts für Allgemeine und Angewandte Geologie der LMU München

Das Geologische Museum in München ist ein öffentlich zugänglicher Teil der Bayerischen Staatssammlung für Paläontologie und Geologie. 

## Beschreibung
Das Museum zeigt auf 450 m² die Entstehung der Erde. Schwerpunkte bilden die Entstehung der Alpen und die Entstehung der fossilen Brennstoffe.
Die Staatssammlung ist eine von insgesamt fünf Forschungseinrichtungen der Staatlichen Naturwissenschaftlichen Sammlungen Bayerns.

## Adresse
Das Museum befindet sich im Gebäude des Instituts für Allgemeine und Angewandte Geologie der Ludwig-Maximilians-Universität München an der Luisenstraße 37 im Kunstareal München. Außen am Gebäude gibt es keinen Hinweis auf das Museum. Es ist montags bis freitags und an einigen Sonntagen bei freiem Eintritt geöffnet.